# Navicat
Navicat 是香港卓軟數碼科技有限公司生產的一系列 MySQL、Redis、PostgreSQL、Microsoft SQL Server、Oracle、MariaDB、SQLite 、MongoDB 及 Snowflake 的圖形化資料庫管理及發展軟件。它有一個類似瀏覽器的圖形使用者介面，支援多重連線到本地和遠端資料庫。它的設計合乎各種使用者的需求，從資料庫管理員和程序員，到各種為客戶服務並與合作夥伴共享信息的不同企業或公司。

## 歷史
最初版本主要目標是簡化 MySQL 的管理。在 2008 年，Navicat for MySQL 獲得 2008 年香港資訊及通訊科技獎的全年大獎，最佳商業系統大獎 和 最佳商業系統（產品）金獎。

## 支援平台和語言
Navicat 是一個跨平台工具，支援 Microsoft Windows、Mac OS X 及 Linux 平台。購買軟件時，使用者可以從 13 種可用語言中選擇軟體的語言：英語、法語、德語、西班牙語、日語、波蘭語、俄語、韓語、印尼語、泰語、馬來語、簡體中文和繁體中文。

## 發展

### Navicat Premium
在 2009 年，PremiumSoft 發佈了 Navicat Premium，一系列的 Navicat 軟件結合了所有以前版本的 Navicat 到一個單一的版本，並可以同時連線到不同的資料庫類型包括 MySQL、Oracle 及 PostgreSQL，讓使用者在跨資料庫間進行資料遷移。Navicat Premium 版本也支援跨平台管理，服務於 Windows，Mac OS X 和 Linux。
在 2010 年 4 月，Navicat Premium 版本 9 發佈，增加了 SQLite 資料庫的連接性到 Navicat Premium，讓 Navicat Premium 可以在單一應用程序中連線到 MySQL、Oracle、Postgresql 及 SQLite。
在 2010 年 11 月，增加了支援 Microsoft SQL Server。在 2011 年 1 月，支援連線到 SQL Azure。在 2013 年 11 月，增加了支援 MariaDB。在 2018 年 9 月，Navicat 增加了對 MongoDB 的支持，增強了其管理 NoSQL 資料庫的能力。2023 年 5 月，Navicat Premium 16.2 中引入了 Redis，進一步拓寬了該工具的資料庫管理選項。隔年，即 2024 年 5 月，版本 17 發佈，增加了視覺化解釋、資料字典、資料分析等新功能。2025 年 3 月，還整合了對 Snowflake 的支援，為使用者提供了強大工具管理基於雲端的資料。此外，還引入了新的 AI 功能來增強查詢編寫、資料分析和簡化工作流程。

### Navicat for MySQL
在 2002 年 3 月正式發佈，Windows 版本的 Navicat for MySQL 成為卓軟數碼科技第一個提供給公眾人士的產品。隨後，該公司分別於 2003 年 6 月及 10 月發佈兩個附加的 Navicat for MySQL Mac OS X 和 Linux 操作系統版本。在 2013 年 11 月，增加了支援 MariaDB。

### Navicat for PostgreSQL
在 2005 年 10 月發佈 Navicat for PostgreSQL 的 Windows 版本及在 2006 年 6 月發佈 MAC OS X 版本。直到 3 年後的 2009 年 8 月，他們發佈了 Navicat for PostgreSQL 的 Linux 版本。

### Navicat for Oracle
在 2008 年 8 月發佈 Navicat for Oracle 的 Windows 及 Mac 版本。在次年八月，他們發佈 Linux 平台版本。Oracle 版本的 Navicat 支持大部份最新的 Oracle 物件功能包括目錄、資料表空間、同義字、具體化檢視記錄、觸發器、序列及類型等。

### Navicat for SQLite
在 2009 年 4 月，Navicat for SQLite 的 Windows 及 Mac OS X 版本同時發佈。Linux 版本緊隨其後，在同年 6 月發佈。
在 2010 年 4 月，Navicat Premium 由版本 9 起開始包含 Navicat for SQLite，擴大 Navicat Premium 的可用性。

### Navicat for SQL Server
在 2010 年 11 月發佈 Navicat for SQL Server 的 Windows 平台和 Mac OS X。在發佈時，SQL Server 版本包含到 Navicat Premium 版本。在 2011 年 1 月，支援連線到 SQL Azure。

### Navicat for MariaDB
在 2013 年 11 月發佈 Windows、Mac OS X 和 Linux 版本的 Navicat for MariaDB 。它為 MariaDB 資料庫管理提供了一個原生環境並支援額外的功能，如新的儲存引擎、微秒、虛擬欄。在發佈時，Navicat Premium 和 Navicat for MySQL 亦包含 MariaDB 版本。

### Navicat for MongoDB
MongoDB 是目前 Navicat 支援的最新 NoSQL 資料庫。新生產線的產品稱為 Navicat for MongoDB，在 2018 年 9 月 發佈 Windows、Mac OS X 和 Linux 的繁、簡體版。它為 MongoDB 資料庫管理提供了原生環境並支援 MapReduce、GridFS Buckets 等額外功能。同時，Navicat Premium 亦支援 MongoDB。

### Navicat for Redis
Navicat for Redis 於 2023 年 5 月發佈。它提供鍵值資料檢視器、Pub/Sub 功能、命令監控、備份等功能。

### Navicat for Snowflake
Navicat for Snowflake 於 2025 年 3 月正式發表。此版本帶來了專為管理 Snowflake 資料庫而客製化的增強功能，包括進階查詢建置、直覺的資料視覺化和無縫資料遷移工具。

### Navicat Data Modeler
Navicat Data Modeler Windows 版本於 2012 年 3 月正式發佈，然後於 2012 年 5 月和 6 月發佈 Mac OS X 和 Linux 版本。這是一個獨立的產品讓開發人員來建立 MySQL、SQL Server、Oracle、PostgreSQL 和 SQLite 資料庫的資料模型。Navicat Data Modeler 允許使用者視覺化地設計資料庫結構、執行逆向或正向工程、從 ODBC 資料來源匯入資料表結構、產生 SQL 檔案及列印模型到檔案等。在 2015 年 8 月，加入 MariaDB 資料庫和多種新功能，例如模型轉換、物理/邏輯/概念模型類型和支援 Navicat Cloud。2024 年 5 月，版本 4 發佈，增加了 MongoDB 的支援，以及將資料庫同步到模型、比較模型工作空間等多項功能。2025 年 3 月，引入了對 Snowflake 的支援，以及新的建模方法，包括 Data Vault 2.0 和維度建模技術，為使用者提供有效組織和分析資料結構的進階工具。

### Navicat iOS
在 2014 年 8 月，PremiumSoft 發佈了新產品 Navicat iOS。它是專為 iOS 設計的資料庫管理工具。功能包括物件檢視器和設計器、查詢建立工具和編輯器、Navicat Cloud、伺服器監控等。第一個發佈支援 MySQL。然後，在 2015 年 1 月，發佈了 iOS 版本的 Navicat for PostgreSQL。至於 iOS 版本的 Navicat for MariaDB，則於 2017 年 9 月發佈。

### Navicat Cloud
Navicat Cloud 是一項雲端服務，讓使用者在不同的平台和裝置同步他們的連線設定、查詢、彙總管線、程式碼片段、模型工作區、BI 工作區和虛擬群組資訊。使用者可以與其他人分享他的專案，協作連線設定、查詢、彙總管線、程式碼片段、模型工作區、BI 工作區和虛擬群組資訊。

### Navicat On-Prem Server
Navicat On-Prem Server 是一個內部部署方案，它為你提供託管雲端環境的選項，用於在你的位置內部儲存 Navicat 物件（連線設定、查詢、彙總管線、程式碼片段、模型工作區、BI 工作區和虛擬群組資訊）。

### Navicat Monitor
Navicat Monitor 於 2018 年 4 月正式發佈。它是一款安全、簡單且無代理程式的伺服器監控工具，並支援監控 MySQL、MariaDB 和雲端資料庫。使用者可以使用瀏覽器從任何地方存取 Navicat Monitor。它的主要功能包括即時監控執行個體的性能、警報通知、查詢分析器、複製監控。
2019 年 6 月，Navicat Monitor 支援監控 SQL Server 執行個體。而 PostgreSQL 於 2023 年 2 月新增。

### Navicat BI & Viewer
在 2021 年 11 月 發佈了 2 個新產品，Navicat Charts Creator 和 Navicat Charts Viewer。 Navicat Charts Creator 是一個 GUI 工具，用於建立資料庫資料的可視化表示（圖表和儀表板）。而 Navicat Charts Viewer 是一個用於檢視圖表工作區檔案的工具。2024 年 5 月，版本 2 發佈，增加了 MongoDB 和 Snowflake 的支援。產品名稱已變更為 Navicat BI 和 Navicat BI Viewer。

## 功能
主要功能包括:
- SSH 及 HTTP 通道
- 物件設計器
- 視覺化查詢建立工具
- 程式碼片段和自動完成程式碼
- 視覺化解釋
- AI 助理
- 資料和結構的遷移及同步
- 資料傳輸
- 匯入和匯出資料
- 備份和還原資料
- BI（圖表和儀表板）
- 資料模型
- 資料分析
- 資料產生
- 資料字典
- 工作排程及精靈工具

不同操作系統有功能上的差異。
Navicat 支援 MySQL 分支，例如 Drizzle、OurDelta 和 Percona，並支持一些雲端資料庫，如 Amazon RDS、Amazon Aurora、Amazon Redshift、SQL Azure、Oracle Cloud、Google Cloud 和 Alibaba Cloud。

## 外部連結
- 官方网站